# Округ Мелет (Јужна Дакота)
Мелет (енгл. Mellette County) је округ у америчкој савезној држави Јужна Дакота.

## Демографија
По попису из 2010. године број становника је 2.048, што је 35 (-1,7%) становника мање него 2000. године.
| Група             | 2000.       | 2010.       |
| Белци             | 926 (44,5%) | 805 (39,3%) |
| Афроамериканци    | 0 (0,0%)    | 2 (0,1%)    |
| Азијати           | 2 (0,1%)    | 5 (0,2%)    |
| Хиспаноамериканци | 35 (1,7%)   | 30 (1,5%)   |
| Укупно            | 2.083       | 2.048       |